# Johnny Winter

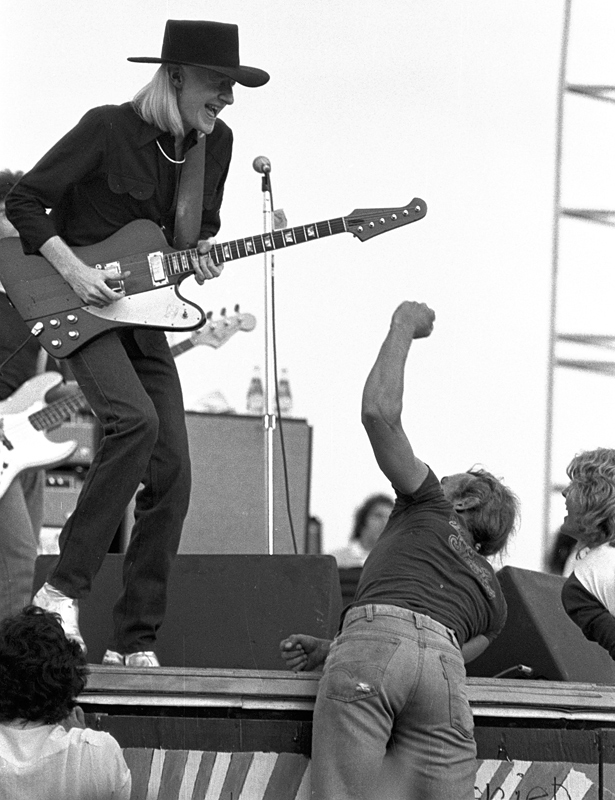
Imatge de Johnny Winter a la reunió de Woodstock l'any 1979.

Johnny Winter (Beaumont, Texas, 23 de febrer de 1944 – Zúric, Suïssa, 16 de juliol de 2014), fou un guitarrista americà de blues i de rock. Winter es va convertir en una estrella del blues elèctric a la fi dels anys seixanta i per al festival de Woodstock ja era una llegenda. Durant l'última etapa de Muddy Waters va produir els seus 3 últims discs.

## Biografia
Va formar la seva primera banda als 14 anys amb el seu germà Edgar. Va passar la seva joventut gravant temes amb projecció regional i tocant blues pels bars. El seu descobriment a nivell nacional va arribar a través d'un article en la revista Rolling Stone el 1968, el que li va valer un contracte amb un propietari d'un club de Nova York i un enregistrament amb Columbia Records.
El seu disc de debut oficial, Johnny Winter, és de 1969. A pesar que va començar amb un trio, més tard va formar una banda amb antics components de The McCoys, es va anomenar Johnny Winter And. Va aconseguir bones vendes el 1971 amb un directe i amb el seu disc de 1973 Still Alive and Well. Els seus discos es van fer cada vegada més orientats al blues a la fi dels setanta i va produir també diversos àlbums de Muddy Waters. En els vuitanta, va gravar tres discos per al segell de blues Alligator Records i ha gravat des de llavors amb MCA i Pointblank/Virgin.

## Mort
Va morir a l'hotel on s'hostatjava a prop de Zúric, Suïssa quatre dies després del seu últim concert, amb setanta anys, al festival Lovely Days Festival de Wiesen, Àustria.